# Mato Hanžeković
Mato Hanžeković (Požega, 31. kolovoza 1884. – Zagreb, 12. kolovoza 1955.), hrvatski književnik.
Završio je pravo u Zagrebu te je radio kao sudac u Bihaću i Žepču, odvjetnik u Bijeljini i Bosanskoj Dubici. Za službovanja kao odvjetnički perovođa u Bijeljini rodio mu se sin Fedor. Od 1927. godine živio je u Zagrebu kao profesionalni pisac i publicist. Objavljivao je i pod pseudonimom M. Gabrijel. Pisao je novele, dnevničku prozu i romane, a okušao se i u političkoj publicistici. 

## Djela
- "Pisma iz Lumbarde",
- "Sa zlatnih polja",
- "Bijeli grijesi",
- "Na prijelomu",
- "Gospodin čovjek" (1932.)[1]